# Teenage Mutant Ninja Turtles: The Hyperstone Heist
Teenage Mutant Ninja Turtles: The Hyperstone Heist (lançado na Europa como Teenage Mutant Hero Turtles: The Hyperstone Heist e no Japão como Teenage Mutant Ninja Turtles: Return of the Shredder), é um beat 'em up com rolagem lateral baseado nos personagens de quadrinhos das Tartarugas Ninjas, e também foi o primeiro jogo das TMNT lançado para o Mega Drive.

## Enredo
April O'Neil está relatando a partir de Liberty Island quando, em um flash de luz repentina, seu público e ela mesma testemunham a ilha de Manhattan, de repente, começando a encolher. O Destruidor então hackeia as ondas de rádio e anuncia ao mundo que isso era apenas uma demonstração do poder da Hyperstone, o tesouro da Dimensão X. Com a Hyperstone em sua posse, ele agora tem o poder de dominar o mundo. As tartarugas não têm escolha senão ir atrás do Destruidor e pará-lo.

## Jogabilidade
A jogabilidade do The Hyperstone Heist é fortemente baseada no segundo jogo de arcade Ninja Turtles, Turtles in Time, que também foi lançado para o Super NES no mesmo ano. Os controles são parecidos com Turtles in Time, mas a habilidade para o dash agora é atribuída a um botão específico e o jogador não pode mais jogar inimigos na tela.
Há um total de cinco fases ("Cidade de Nova York", "Um Navio Fantasma Misterioso", "Esconderijo do Destruidor", "A Manopla", "O Desafio Final"), que compreendem uma combinação de novos níveis criados especificamente para este jogo e os baseados nos níveis do primeiro jogo arcade e Turtles in Time.
Os chefes incluem Cabeça-de-Couro, Rocksteady, Tatsu, Baxter Stockman, Krang e Super Destruidor.

## Recepção
O jogo compartilha quase a mesma trilha sonora e efeitos sonoros que seu primo de Super NES, mas as músicas tocam mais rápido em The Hyperstone Heist. Embora tenha menos da metade dos níveis na versão de Mega Drive em comparação a versão de Super NES, cada nível é mais longo. Além disso, The Hyperstone Heist tem uma IA mais agressiva e uma jogabilidade mais rápida.
O ScrewAttack classificou-o como 19º melhor jogo de Mega Drive de sempre na sua lista dos top 20, apesar de o terem considerado como um clone direto de Turtles in Time, que consideram ser o melhor beat'em up de sempre.